# Schildmauer

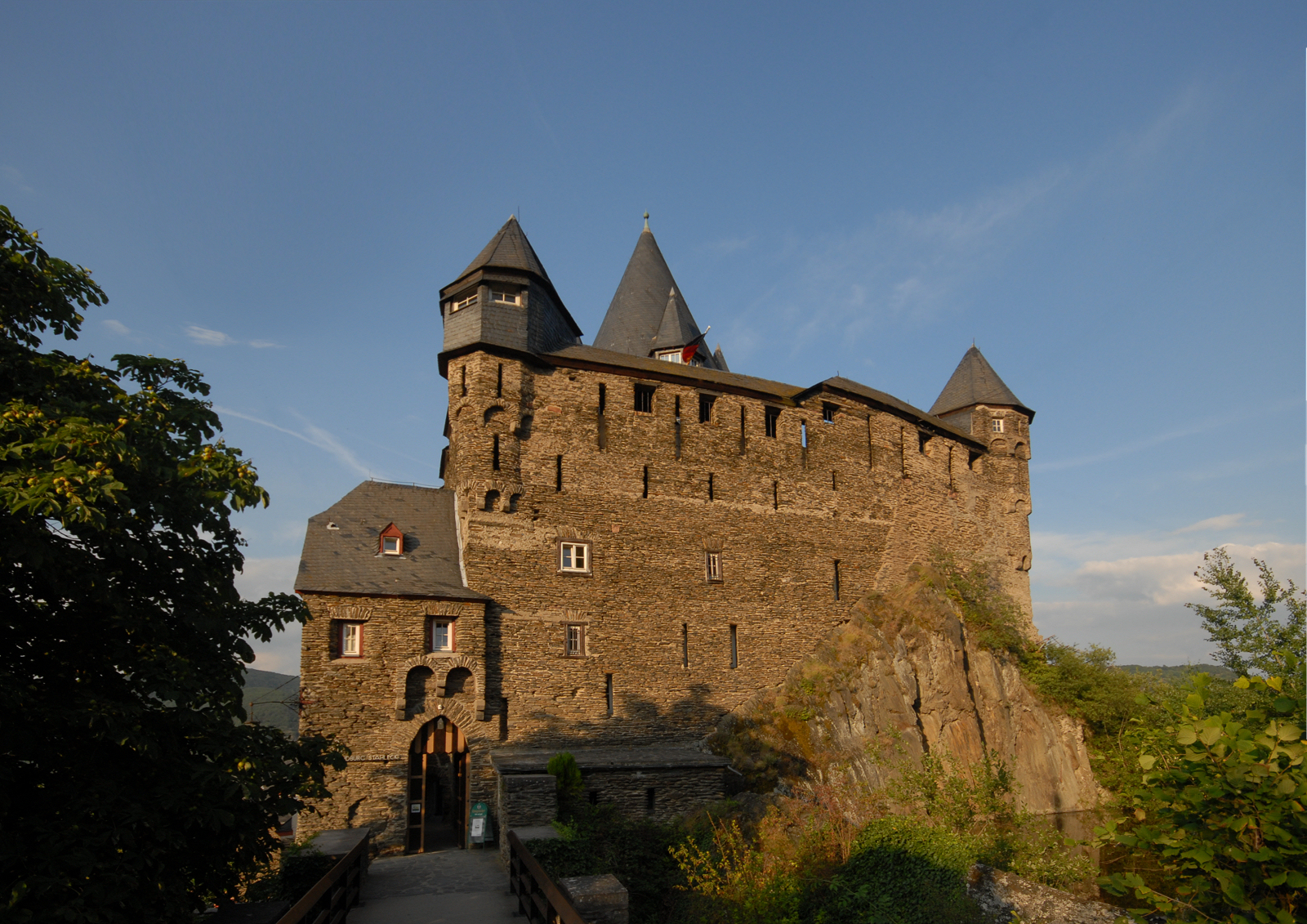
Schildmauer der Burg Stahleck

Eine Schildmauer ist bei Burgen eine besonders hoch und stark ausgeführte Mauer an einer gefährdeten Stelle, die deutlich vom Rest der Ringmauern abgesetzt ist. Die Schildmauer diente der Sicherung der Hauptangriffsseite. Meist kommt sie bei Sporn- oder Hangburgen mit einer deutlichen Überhöhung zu Feindseite hin vor.
Falls eine Schildmauer sich über zwei oder mehr Seiten zog, spricht man auch vom Hohen Mantel oder Mantelmauer. Im Mittelalter wurden Schildmauern stets als Mantel bezeichnet. Eine klare definitorische Abgrenzung von Schild- und Mantelmauer ist bei Grenzfällen (wie der Schönburg, Oberwesel) nicht möglich.

## Beschreibung
Der Bau von Schildmauern begann im späten 12. Jahrhundert und wurde vor allem in der zweiten Hälfte des 13. und im 14. Jahrhundert üblich. Er lässt sich als Reaktion auf den zunehmenden Einsatz schwerer Belagerungsmaschinen wie der Blide betrachten. Meist war die Kernburg, manchmal nur die Vorburg durch eine Schildmauer gesichert; vereinzelt gab es gestaffelte Schildmauern (eine vorgelagerte äußere und eine innere) aus verschiedenen Bauzeiten (Burg Sterrenberg).
Die Stärke einer Schildmauer betrug meist zwischen zwei und vier Metern, vereinzelt fünf Meter und in Extremfällen bis zu zwölf Metern (Burg Neuscharfeneck). Die Längen schwanken je nach dem zu schützenden Bereich. Die Höhe kann 20 bis 30 Meter betragen. Auf der oft mit Zinnen versehenen Mauerkrone verlief üblicherweise ein Wehrgang (Burg Hohenstein im Taunus). Eingebaute Schießkammern für Bogen- oder Armbrustschützen sind selten, da sie die Stabilität schwächten. Es gibt geradlinige, stumpfwinklige (Burg Schwalbach, Burg Trutzeltz) oder mehrfach gewinkelte (Burg Sterrenberg) Schildmauern.
Es gab unterschiedliche Kombinationen mit dem Bergfried: Er konnte mittig (Burg Schwalbach) oder seitlich flankierend platziert sein (Burg Philippstein, Burg Alt-Eberstein) oder in die Schildmauer eingepasst (Burg Liebenzell). Es konnten Schildmauern auch mit zwei Bergfrieden (Burg Ehrenfels, Burg Reichenberg) eingefasst sein oder aufgesetzte Tourellen haben (Burg Greifenstein). Bei der Sporkenburg ersetzte eine turmartig erhöhte Schildmauer den Bergfried.
Im 15. und 16. Jahrhundert wurden Schildmauern gegen die neu aufgekommenen Geschütze in Form von Basteien oder Rondellen errichtet, die oft selbst Geschützstände waren.

Bildbeispiele
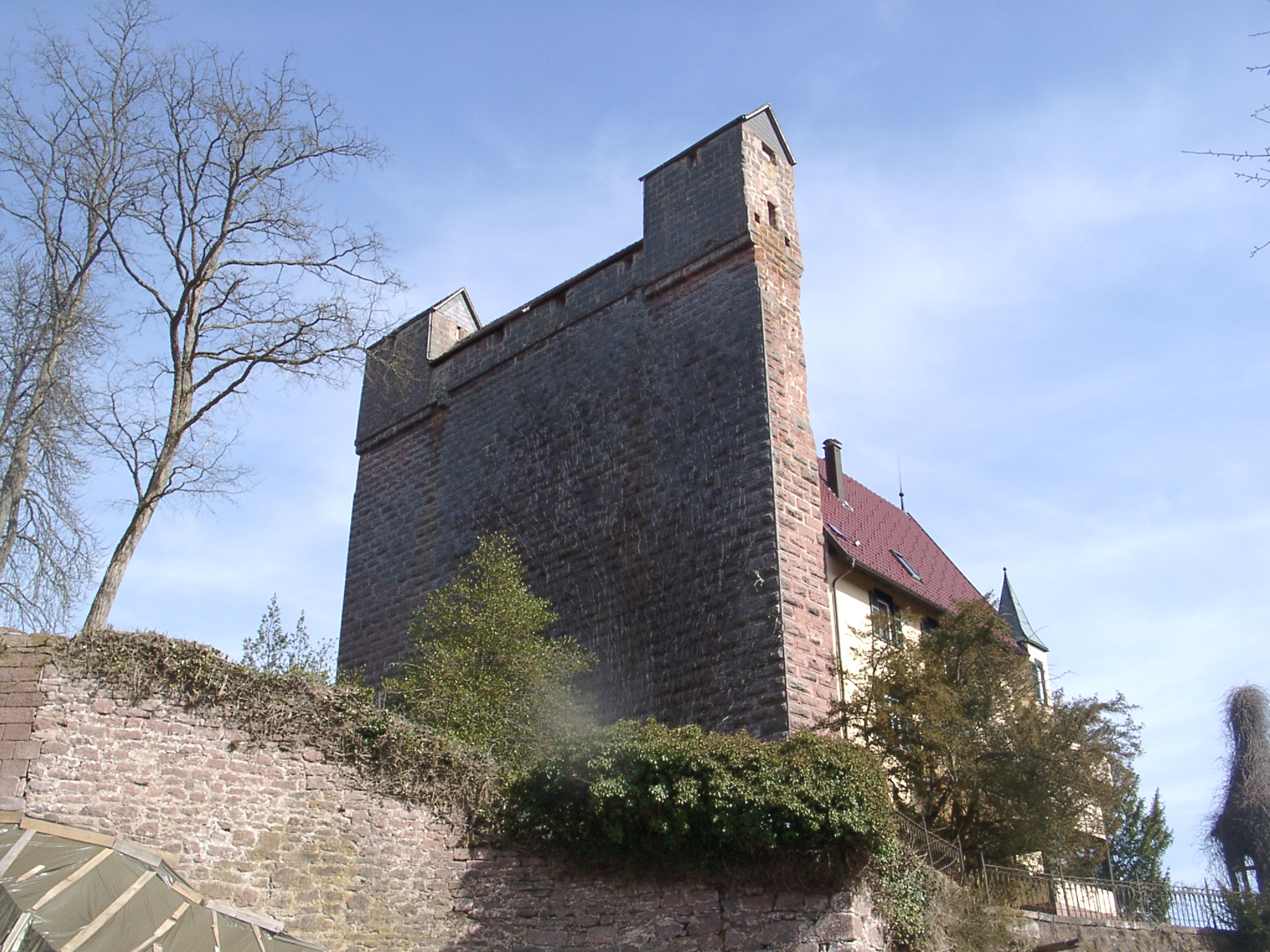
Schildmauer der Burg Berneck im Schwarzwald
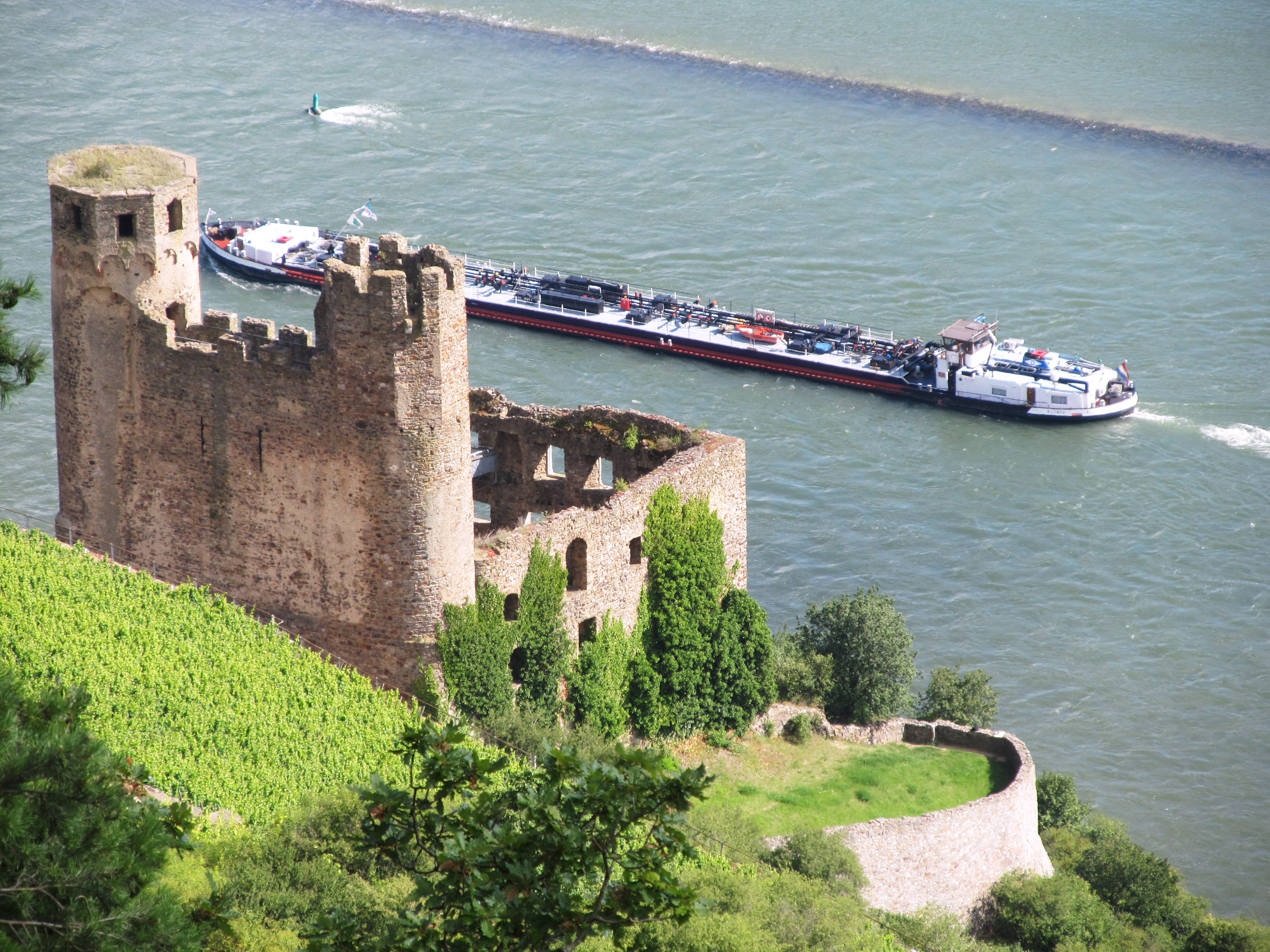
Schildmauer der Burg Ehrenfels am Rhein
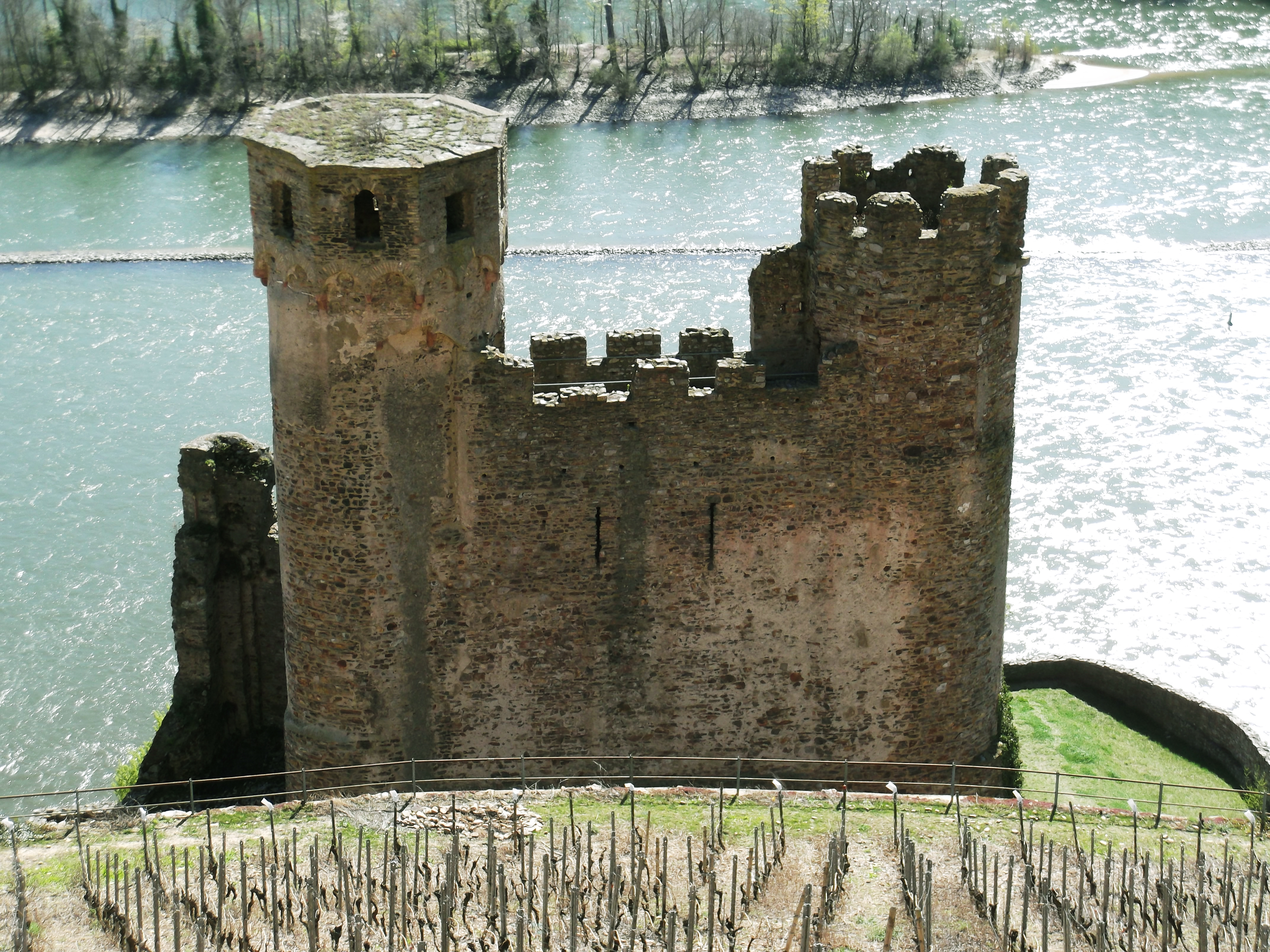
Doppelseitige Brustwehr mit Zinnen (Ehrenfels)
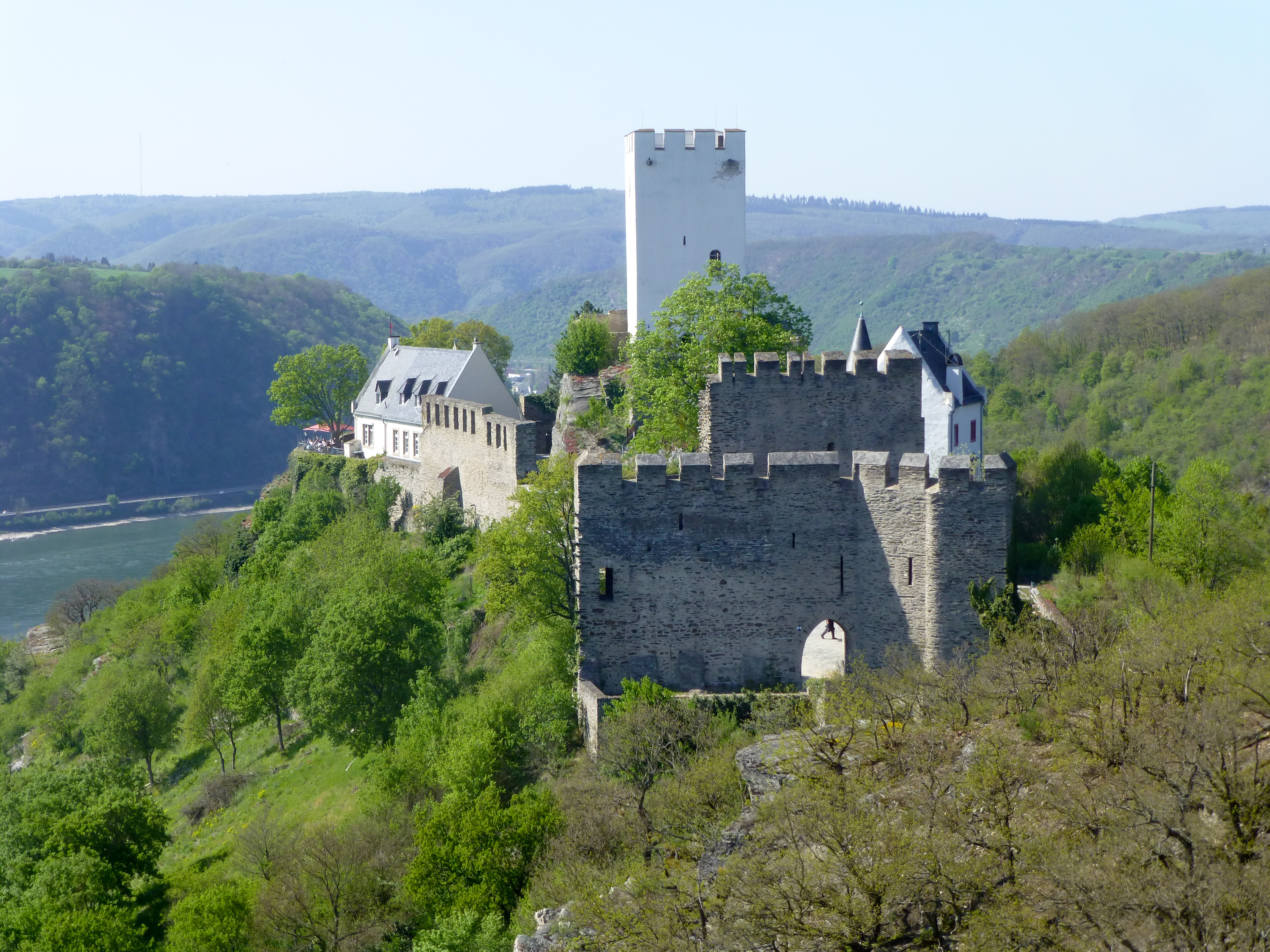
Gestaffelte Schildmauern, Burg Sterrenberg am Rhein
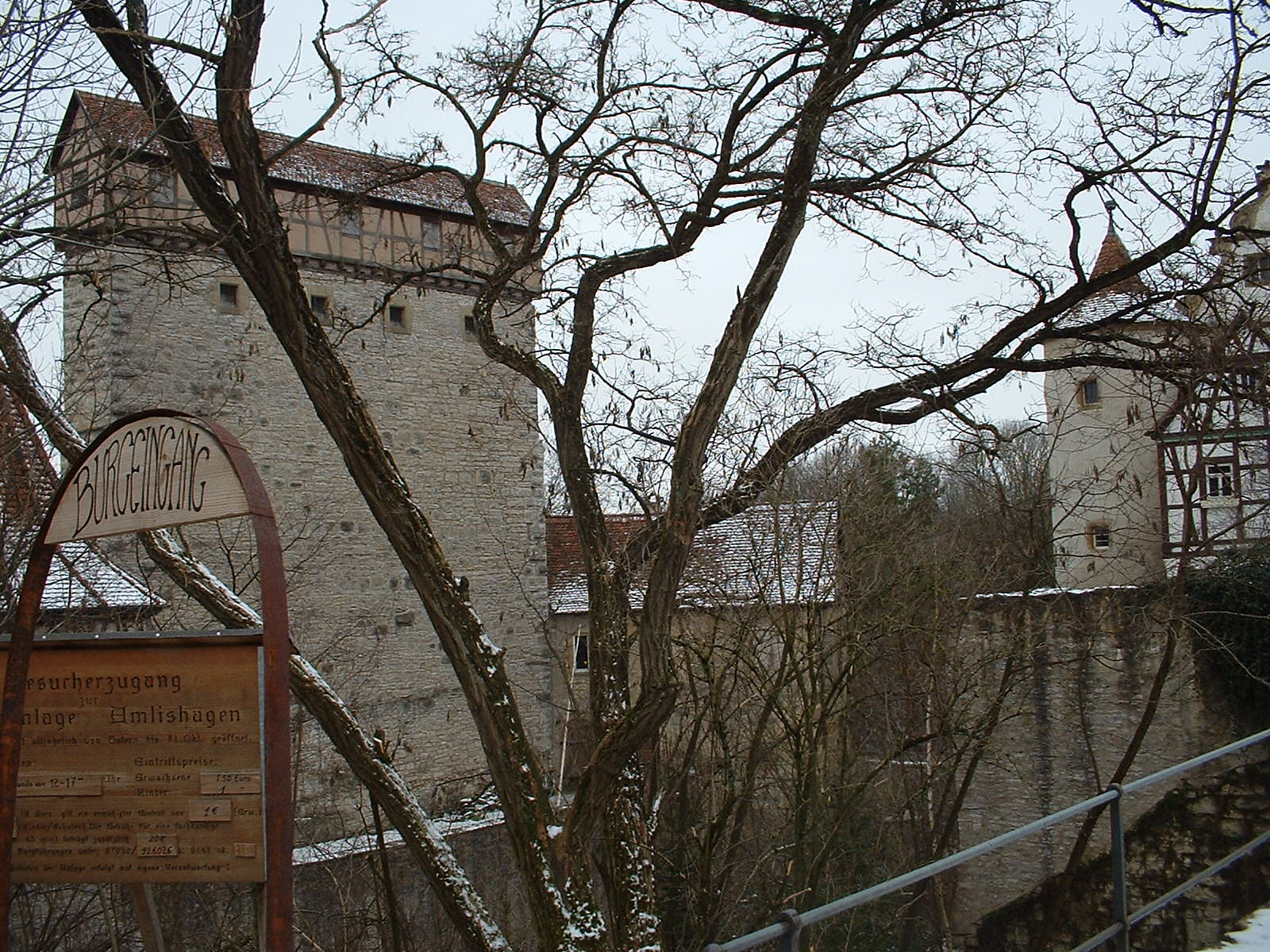
Freistehende Schildmauer, Burg Amlishagen, Hohenloher Ebene
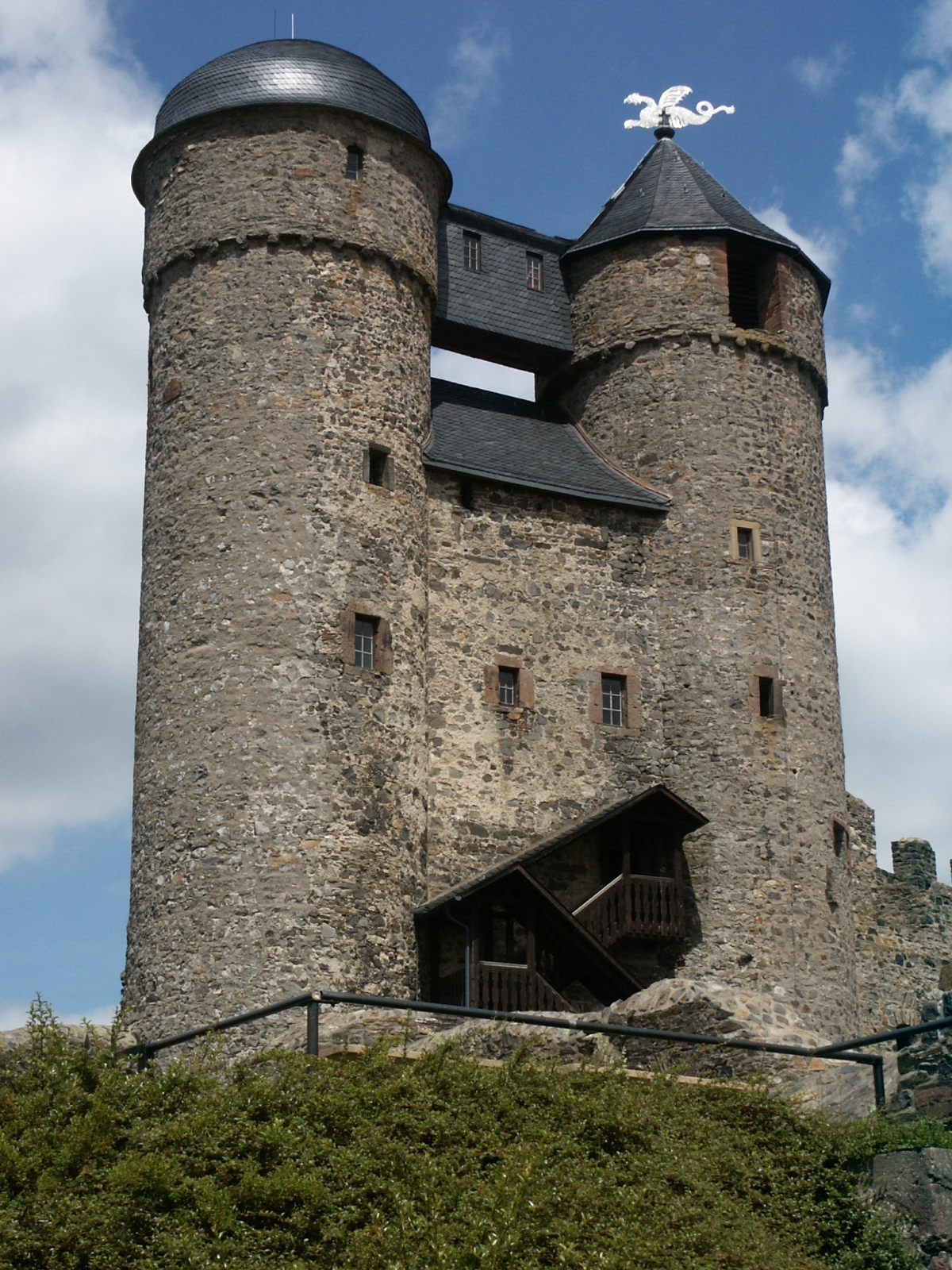
Aufgesetzte Tourellen, Burg Greifenstein
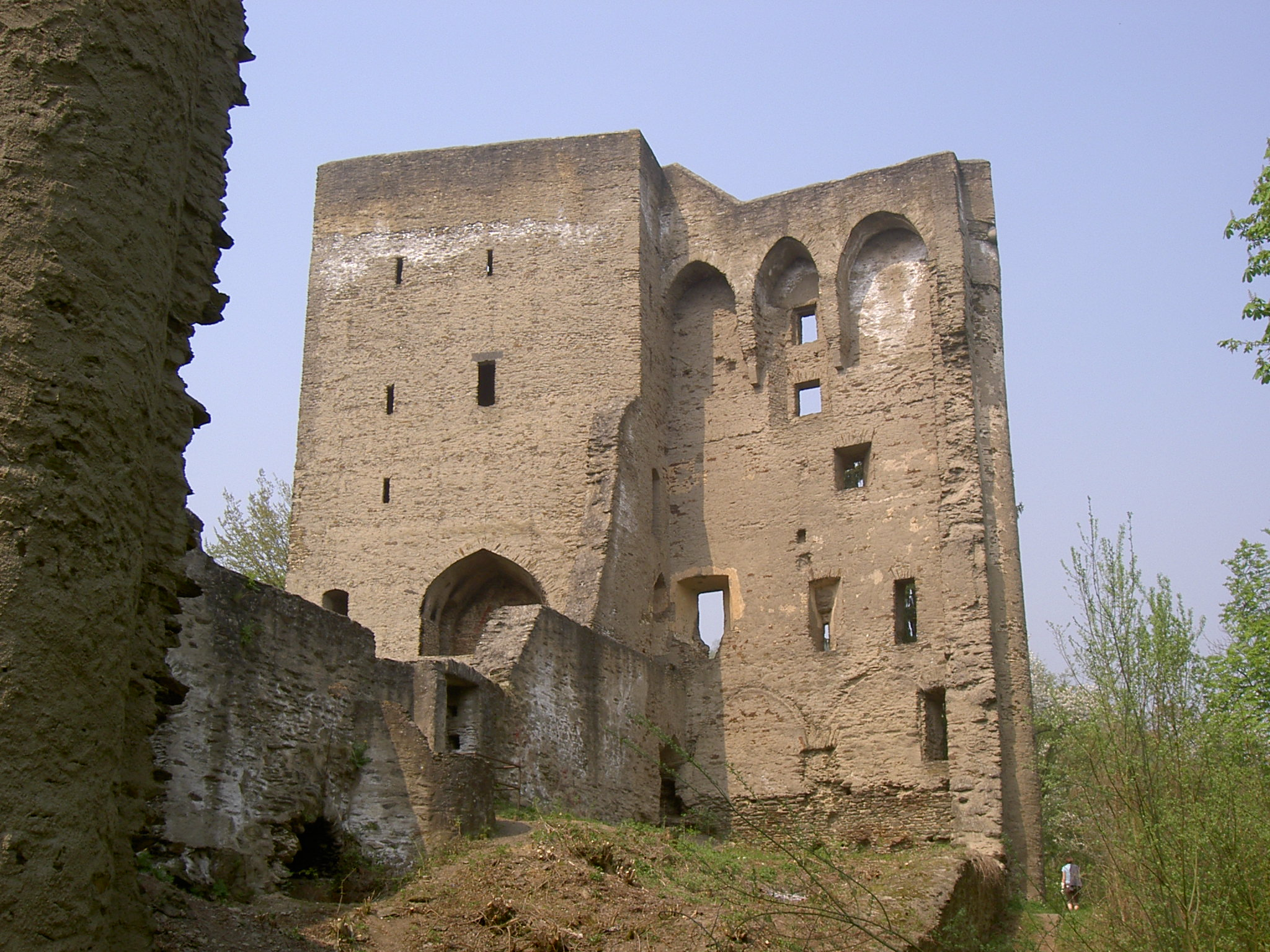
Turmartige Schildmauer, Sporkenburg
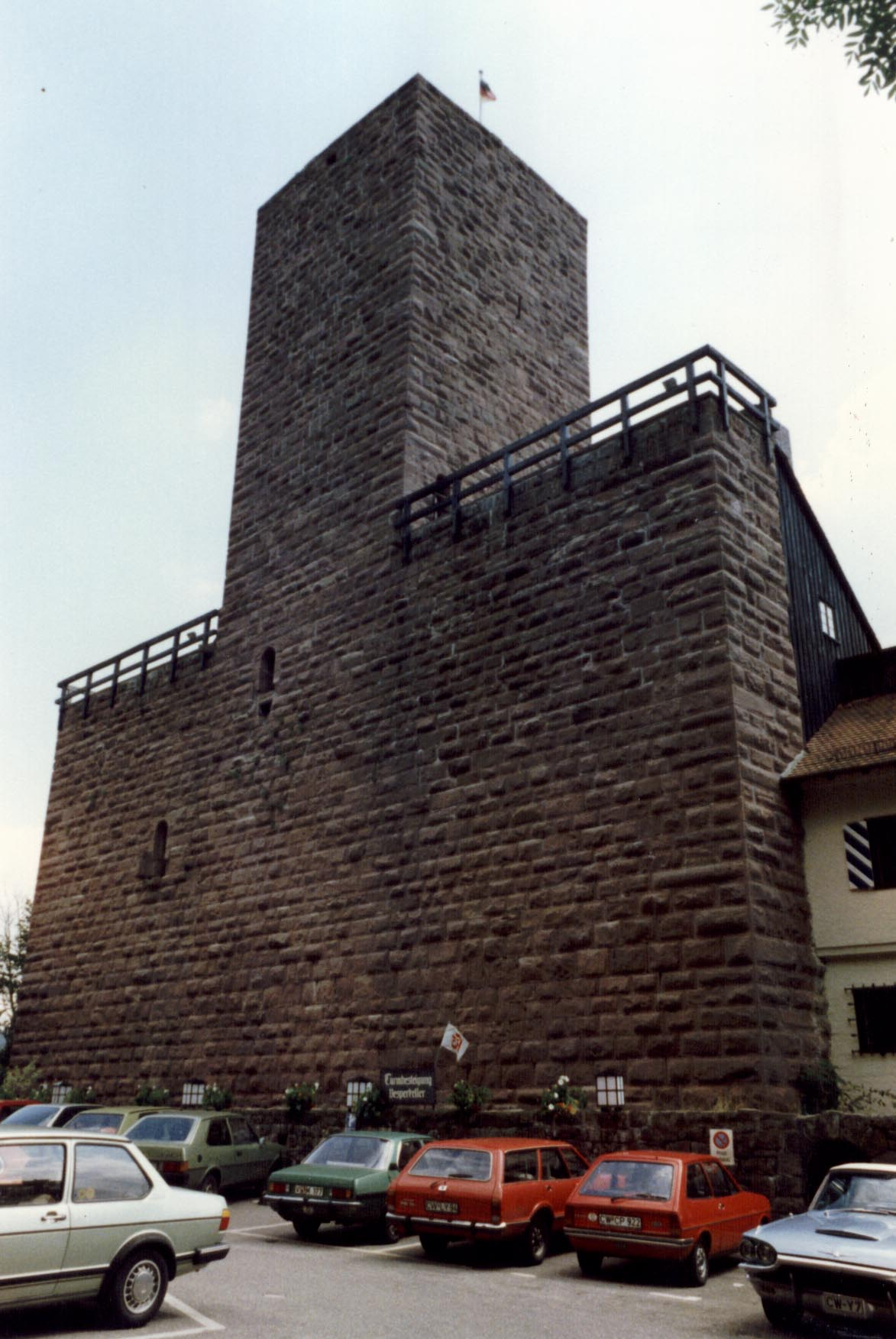
Integrierter Bergfried bei Burg Liebenzell
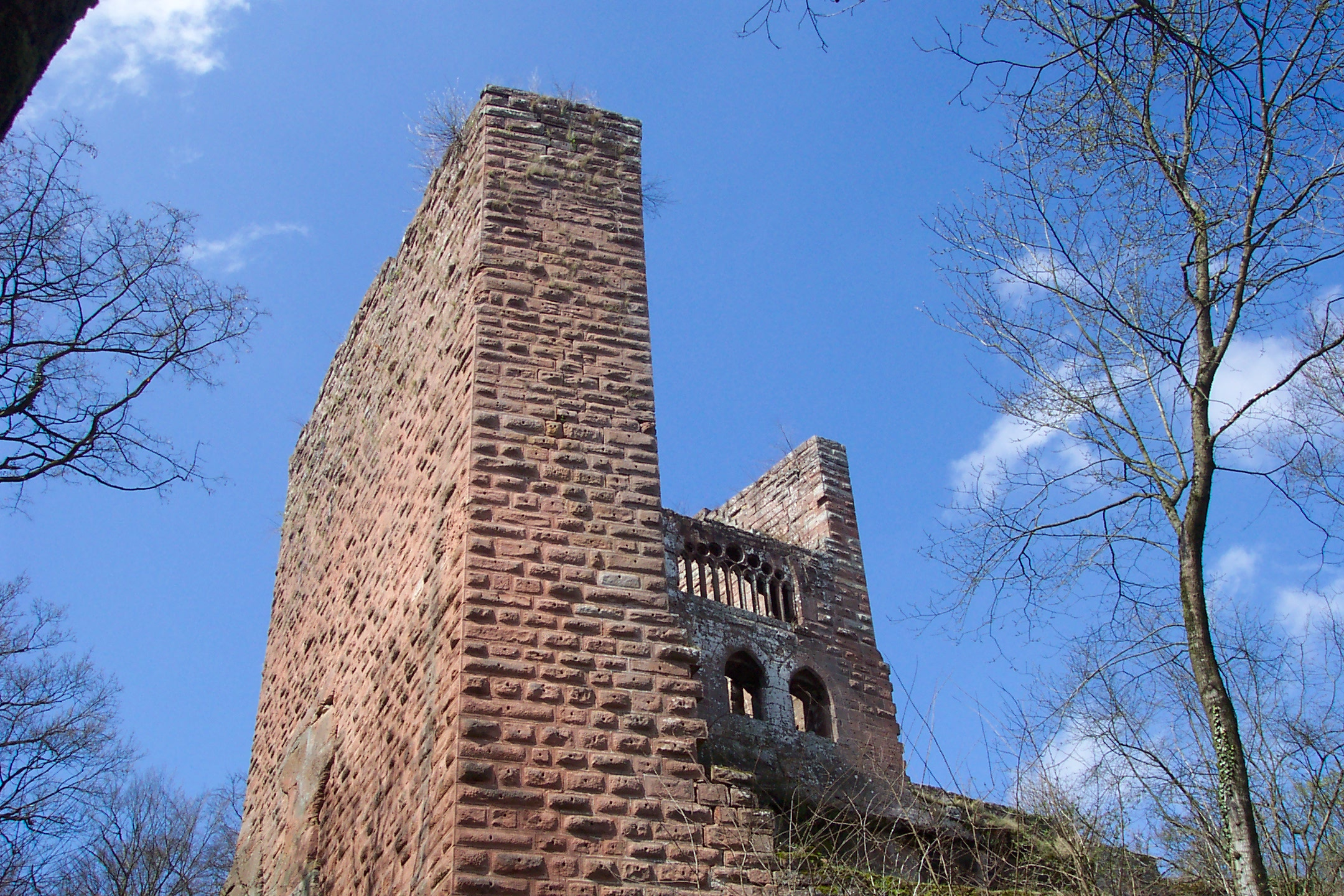
Schildmauer der Wasenburg im Elsass
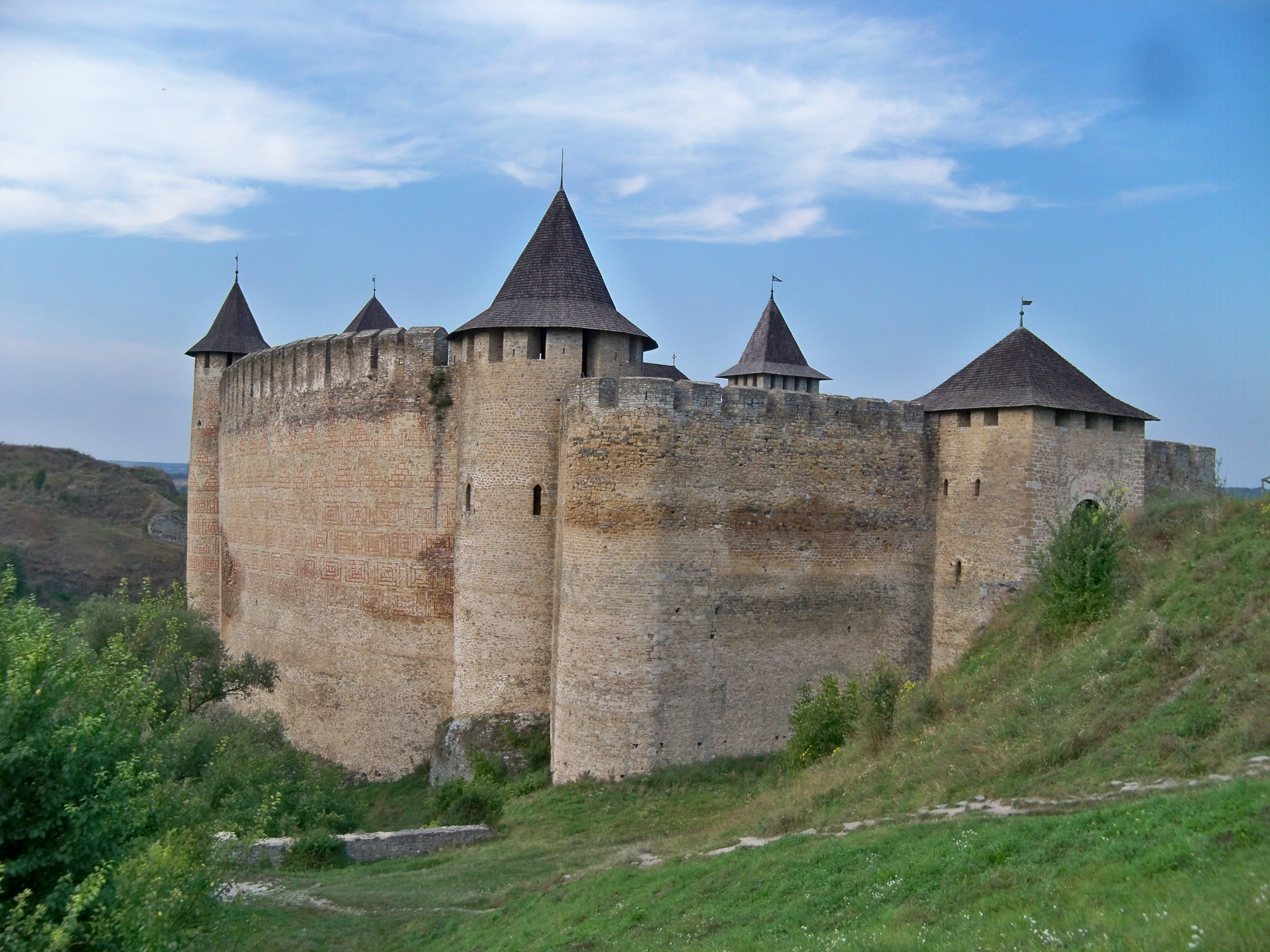
Schildmauern zwischen Türmen, Burg Chotyn, Westukraine
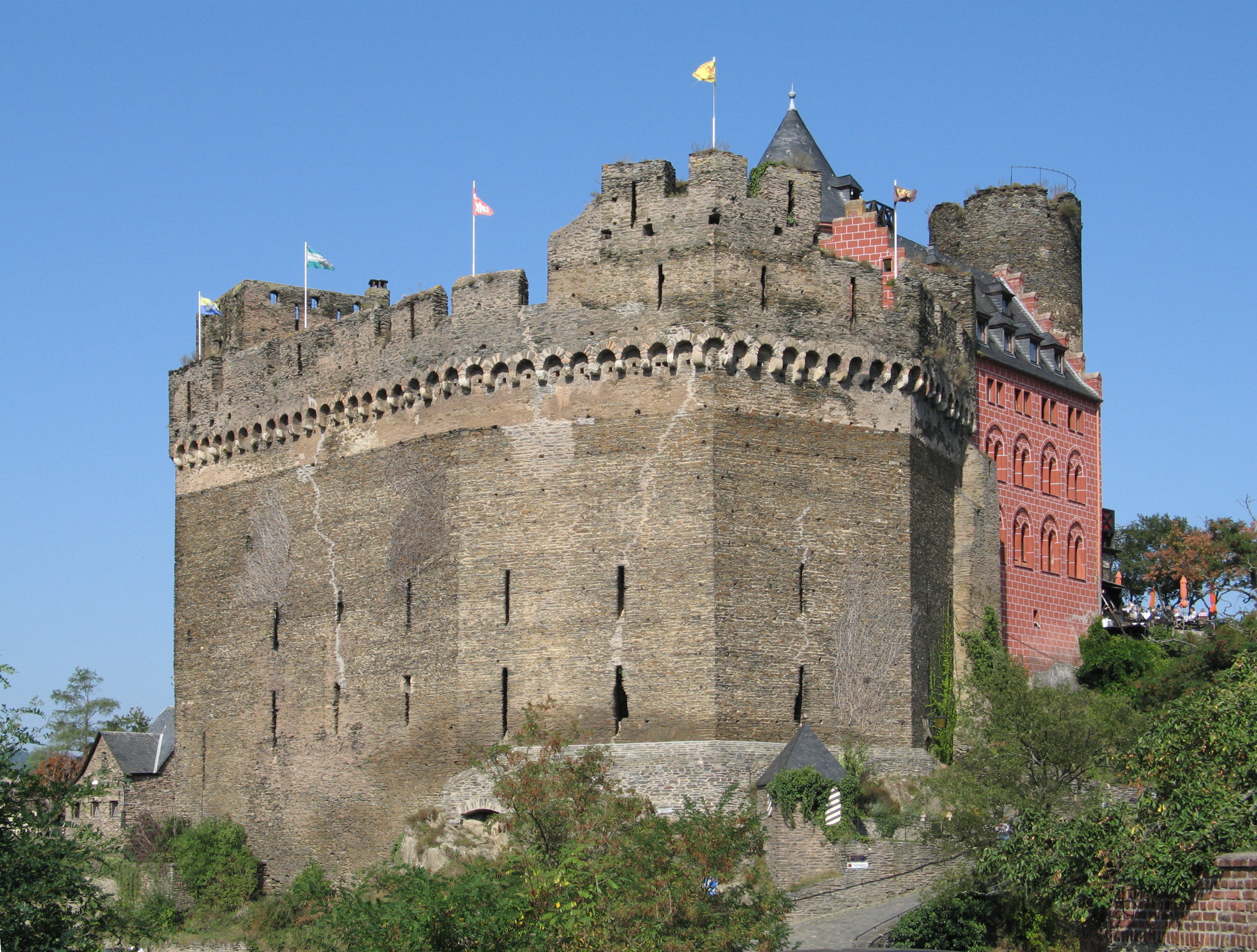
Schönburg (Rhein), Grenzfall von Schildmauer und Mantelmauer